# パティー・ビング (第2代トリントン子爵)

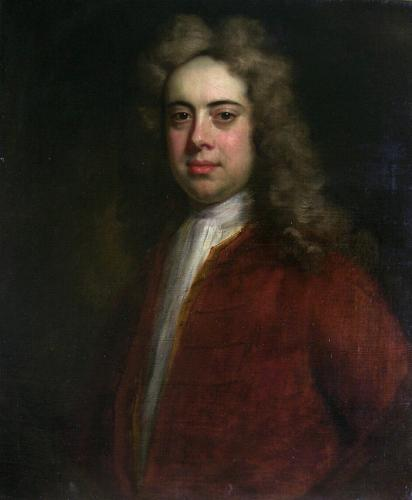
ゴドフリー・ネラーによる肖像画、1720年ごろ。

第2代トリントン子爵パティー・ビング（英語: Pattee Byng, 2nd Viscount Torrington PC PC (Ire)、1699年5月25日洗礼 – 1747年1月23日）は、グレートブリテン王国の貴族、軍人、政治家。ホイッグ党に属し、庶民院議員（在任：1721年 – 1733年）、海軍財務長官（在任：1724年 – 1734年）、アイルランド副大蔵卿（在任：1734年 – 1746年）、国王親衛隊隊長（在任：1746年 – 1747年）を歴任した。

## 生涯
初代トリントン子爵ジョージ・ビングと妻マーガレット（Margaret、旧姓マスター（Master）、1670年2月22日 – 1756年4月1日、ジェームズ・マスターの娘）の息子として生まれ、1699年5月25日にベッドフォードシャーのサウスヒルで洗礼を受けた。1713年3月から1715年8月までグランドツアーに出た。
1712年/1715年にコルネット（騎兵少尉）としてロイヤル・ホース・ガーズに入隊、1716年8月25日に大尉に昇進した。1718年から1720年までの四国同盟戦争で父が地中海艦隊の指揮官を務めたとき、ビングは父と同行して、パッサロ岬の海戦の勝利の報せを本国に届けた。また1718年3月には父の功績により600ポンドの年金を与えられた。
1721年にプリマス選挙区の現職議員だった父が子爵に叙されると、ビングは同年の補欠選挙に出馬して当選した。1724年4月18日には父の後任として海軍財務長官に就任した。同年の結婚に伴い父からサウスヒルの地所を与えられた後、1727年イギリス総選挙でホイッグ党候補としてベッドフォードシャー選挙区から出馬、第3代サンドウィッチ伯爵エドワード・モンタギューがトーリー党候補2人を推薦して選挙戦となったが、ビングは1,343票でトップ当選した。
1732年5月4日、グレートブリテン枢密院の枢密顧問官に任命された。1733年1月17日に父が死去すると、トリントン子爵位を継承した。
1734年春に海軍財務長官を辞してアイルランド副大蔵卿に転じ、同年7月19日にアイルランド枢密院の枢密顧問官に任命された。1746年に国王親衛隊隊長に転じた。
1747年1月23日に死去、31日にサウスヒルで埋葬された。息子2人に先立たれたため、弟ジョージが爵位を継承した。

## 家族
1724年6月11日、シャーロット・モンタギュー（1759年9月14日没、初代マンチェスター公爵チャールズ・モンタギューの四女）と結婚、2男をもうけた。
- ジョージ（1728年ごろ – 1730年5月15日） - 夭折[1]
- フレデリック（1735年12月9日 – 1736年1月10日埋葬） - 夭折[1]